# 皮埃尔·德·顾拜旦
顾拜旦男爵皮埃尔·德·弗雷迪（法語：Pierre de Frédy, Baron de Coubertin，1863年1月1日—1937年9月2日），现代奥林匹克运动会的发起人，1896年至1925年任国际奥林匹克委员会第二任主席，国际奥林匹克委员会终身名誉主席、奥林匹克五环、奥林匹克会旗设计者。他终生倡导奥林匹克精神，被誉为“现代奥林匹克之父”。顾拜旦不仅是国际体育活动家，同时也是卓有成就的教育家和历史学家。

## 生平
顾拜旦男爵出身于法国贵族家庭，在家中排行第四，父亲夏尔·德·弗雷迪（Charles Louis Frédy, Baron de Coubertin）是一名画家，其自幼起即熱愛击剑、赛艇、骑马、拳击等運動。
从1875年开始，一直到1881年，考古学家在希腊连续发掘出古代奥运会的文物遗址，这引起了顾拜旦的兴趣和关注。在1890年，他终于有机会访问希腊的奥林匹亚，古代奥林匹克运动的发源地。他认为宏扬古代奥林匹克精神可以促进国际体育运动的发展。
在1892年12月25日，皮埃尔·德·顾拜旦发表演讲，在演讲中首次提出“复兴奥林匹克运动”。
1894年在巴黎举办了国际体育会议，决定在希腊创办第一届现代奥运会，并规定每4年举行一次。
1894年6月23日，国际奥林匹克委员会正式成立，当时希腊文学家泽麦特里乌斯·维凯拉斯担任国际奥委会主席，而顾拜旦则担任国际奥委会秘书长。
顾拜旦在1896年至1925年期间担任国际奥委会主席，任期達29年，為歷任主席之最。
顾拜旦参与组织了1900年夏季奥林匹克运动会、1924年夏季和冬季奥林匹克运动会。